# Нетоскоп
Нетоскоп — прекратившее существование российское информационное агентство , «рассказывающее обо всем происходящем в Интернете» .
Официальное открытие «Нетоскопа» состоялось 24 августа 2000 года. Учредителями информационного агентства стали коллектив редакции, компания «Яндекс», Art. Lebedev Group, Антон Носик и Наталья Хайтина. Хайтина возглавила издание, её заместителем стал Алексей Андреев.
«Нетоскоп» получил ряд наград , в том числе 1 место в номинации «Открытие года» на РОТОР-2001 .
Проект был заморожен с 1 марта 2002 года . По адресу www.netoscope.ru остался архив .